# Страхил Христов
Страхил Драганов Христов е български политик от БКП.

## Биография
Роден е на 31 март 1932 г. в село Светлен, Поповско. От 1952 г. е член на БКП. Завършва Химико-технологичен институт в Санкт Петербург. Впоследствие завършва и икономика на промишлеността в АОНСУ. Бил е завеждащ отдел в Околийския комитет в Попово и в Окръжния комитет на ДСНМ в Шумен. Пред 1957 г. започва работа като инженер-технолог в химическите заводи „Карл Маркс“ в Девня, а впоследствие става заместник-директор на Содовия завод. През 1963 г. е назначен за завеждащ отдел в ОК на БКП във Варна, а по-късно е първи секретар на Градския комитет на БКП в Девня. От 1970 до 1976 г. е пълномощник на ЦК на БКП в Министерския съвет, отговарящ за Девненския промишлено-строителен комбинат и генерален директор на ДСО „Девня“. След това е назначен за секретар на Окръжния комитет на БКП и председател на Окръжния съвет на Българските професионални съюзи във Варна. От 1981 г. е председател на Изпълнителния комитет на Окръжния народен съвет във Варна. Член е на бюрото на ОК на БКП и на ЦК на БПС. От 1971 до 1990 г. е кандидат-член на ЦК на БКП. Обявен е за герой на социалистическия труд на България.